# Chaetodon trifasciatus
Chaetodon trifasciatus е вид лъчеперка от семейство Chaetodontidae.

## Разпространение
Видът е разпространен в Бангладеш, Британска индоокеанска територия, Йемен, Индия (Андамански и Никобарски острови), Индонезия, Кения, Кокосови острови, Коморски острови, Мавриций, Мадагаскар, Майот, Малайзия, Малдиви, Мианмар, Микронезия, Мозамбик, Остров Рождество, Реюнион, Сейшели, Сингапур, Сомалия, Тайланд, Танзания, Френски южни и антарктически територии (Нормандски острови), Шри Ланка и Южна Африка.